# Suore della carità di Nostra Signora, Madre della Chiesa
Le Suore della Carità di Nostra Signora, Madre della Chiesa (in inglese Sisters of Charity of Our Lady, Mother of the Church; sigla S.C.M.C.), sono un istituto religioso femminile di diritto pontificio.

## Storia
L'istituto sorse con il decreto della sacra congregazione romana per i religiosi del 26 ottobre 1970 che approvò la separazione della provincia americana delle Suore di carità di Nostra Signora, Madre della Misericordia, dalla casa-madre di 's-Hertogenbosch: la provincia fu eretta in congregazione religiosa dal vescovo di Norwich il 3 dicembre 1970.
Nel 1974 alla congregazione si unì la provincia americana delle suore di carità di San Vincenzo de' Paoli di Zams.

## Attività e diffusione
Le suore si dedicano all'educazione della gioventù, all'assistenza agli anziani e alle opere di misericordia spirituale e corporale in favore dei poveri.
La sede generalizia è a Baltic, nel Connecticut.
Alla fine del 2015 l'istituto contava 60 religiose in 6 case.